# Henry Fa'arodo
Henry Fa'arodo Jr. (Honiara, 5 de outubro de 1982) é um futebolista profissional das Ilhas Salomão, que atualmente joga como um meia-atacante. Atualmente, joga no Wellington Olympic, clube da segunda divisão da Nova Zelândia, e desde 2002 é convocado para a seleção nacional, sendo o capitão e recordista de jogos pela equipe (64 partidas).

## Carreira
Fa'arodo começou a carreira no Nelson College, de 2000 a 2001, jogando pelo de futebol da escola, além do Nelson Suburbs. Ele é um dos poucos futebolistas de seu país que atuou no futebol australiano, onde representou o Perth Glory na primeira temporada da A-League e o Melbourne Knights, na antiga NSL.
Pela Victorian Premier League, jogou pelo Altona Magic depois de uma temporada na Nova Zelândia. Em maio de 2010, venceu a Liga dos Campeões da OFC com o Hekari United, o primeiro clube fora de Austrália e Nova Zelândia a conquistar a honraria.
Em janeiro de 2012, Fa'arodo assinou com o Team Wellington na ASB. No mesmo ano, foi auxiliar-técnico da equipe júnior do FC Nelson na temporada de inverno e também jogou para a primeira equipe, ajudando-os a ganhar o campeonato.
Além das equipes citadas, defendeu ainda Fawkner Blues, Essendon Royals,
Canterbury United, Richmond SC, Auckland City, Koloale e Western United. Em 2017, assinou com o Marist, onde jogou por uma temporada antes de assinar com o Wellington Olympic, clube da capital neozelandesa, além de trabalhar como diretor de desenvolvimento técnico da Federação de Futebol das Ilhas Salomão.

## Carreira internacional
Desde 2002, frequenta as convocações da Seleção Salomonense, fazendo sua estreia em 2002 na Copa da Oceania contra o Taiti. Ele jogou em 16 jogos de eliminatórias para a Copa do Mundo. Com 61 partidas, é o jogador com mais jogos disputados pelos Bonitos (apelido da seleção).
Henry foi escolhido como titular na equipe All-Stars da Oceania que enfrentou o Los Angeles Galaxy em 6 de dezembro de 2008 na Nova Zelândia.

## Títulos
- Liga dos Campeões da OFC: 2010

## Links
- Henry Fa'arodo em National-Football-Teams.com